# Шуко
Шуко е общоизвестното име на набор от електрически щепселни съединения – щепселни кутии (контакти) и щепсели за променлив ток,  които са известни и като тип (вид) F или още като CEE 7/4 (за щепселите Шуко) и CEE 7/3 (за гнездата Шуко).
Думата „Шуко“ е съкращение от немското понятие „Schutzkontakt“ (буквално: „защитен контакт“), което указва, че щепселът и гнездото са снабдени със защитни заземителни контакти (контактни пластини). Обикновено присъединителите Шуко се използват във вериги с 220 – 230 V, 50 – 60 Hz и за токове до 16 А.

## Щепселни кутии
Щепселните кутии Шуко са токоотдаващо електроинсталационно изделие. Те са двуполюсни и в зависимост от потребностите се произвеждат за открита, за полускрита и за скрита инсталация. Свързват се към двупроводната електрическа мрежа, като при монтажа контактните пластини на защитното зануляване се свързват към нулевия проводник.  Произвеждат се с капак с дълбоко защитно гнездо с дълбочина от 15 mm, в която се включва щепселът. Водещите прорези в капака на контакта и водещите ребра на щепсела са надеждна механична връзка. Това позволява да се приложи по-голямо натоварване на контакта, като се включват директно зарядни устройства, трансформатори или други уреди за бита, пригодени за директно включване към електрическата мрежа чрез контакта.

## Щепсели
Щепселите Шуко са симетрични токовземащи електроинсталационни изделия. Всеки контактен щифт може да осъществява електрическа връзка както с фазата, така и с нулата, т.е. това зависи от начина на поставянето му в контакта. Но и в двете възможни състояния за включване, двустранно разположените контакти на зануляването осъществяват постоянна еднопосочна връзка с нулевия проводник. Счита се, че щепселите Шуко са разработени да бъдат много безопасни и осигуряват високо ниво на сигурност при използване с гнезда Шуко, но могат да се поставят и в други гнезда, при което степента на безопасност може да намалее.
Конструктивно щепселите се изработват от пластмасово тяло, състоящо се от две половини. В тях се монтират тоководещите щифтове, зануляващите пластини и захващането на свързващия кабел.  Щепселите Шуко имат два кръгли контактни щифта за фазата и нулата с диаметър от 4,8 mm, с дължина на всеки от 19 mm и раздалечени на междуосово разстояние от 19 mm. Перпендикулярно на линията свързваща двата щифта са монтирани от двете страни контактни пластини за защитно зануляване с нулев проводник. Зануляването се осъществява от нулевия проводник на електрическата мрежа, свързан с директно заземен звезден център в трансформатора или генератора.  На практика чрез двойката щепселна кутия – щепсел се осъществява защитно заземяване на уреда включен към електрическата мрежа.

## Обща технически характеристики
В днешно време по-разпространени са щепселите Шуко CEE 7/7 (в сравнение с щепселите Шуко CEE 7/4), които са съвместими с френските гнезда CEE 7/5 (част от тип E) чрез отвор в щепсела Шуко, в която влиза заземяващият щифт на френското гнездо CEE 7/5.
- Обхват на употреба: Приет като стандарт и се използва се в почти цяла Европа (без Великобритания, Ирландия и още няколко държави) и в Русия
- два електрически контактни щифта на щепсела / 2 съответстващи им пружиниращи месингови гнезда на контакта;
- Заземен: ДА (две пластинки на контакта-гнездо Шуко контактуват със съответните им 2 пластинки на щепсела Шуко)
- Сила на тока: до 16 A
- Напрежение: 220 – 230 (220 – 240/250) V (еднофазов (монофазов))
- Честота на преминаващия ел. ток: 50 – 60 Hz
- Съвместимост: гнездото от тип F (т.е Шуко – CEE 7/3) работи с щепсели от тип F (т.е. Шуко – CEE 7/4 или CEE 7/7), C и E
- Поляризираност: Поради това, че щепселът Шуко (т.е. тип F, CEE 7/4) може да бъде сложен и по двата начина в гнездото, стандартът Шуко е неполяризиран, т.е. фазата и нулата (line и neutral) на електрозахранващата мрежа, се свързват по произволен начин към консуматора. При тип F (CEE 7/7), свързването с френското гнездо CEE 7/5 е само по един начин.